# Рисер-Ларсен (полуостров)
Рисер-Ларсен (на норвежки: Riiser-Larsenhalvøya; на английски: Riiser-Larsen Peninsula) е голям полуостров край бреговете на Източна Антарктида, Земя кралица Мод, Бреговете Принцеса Ранхилда и Принц Харалд. Простира се на близо 100 km навътре в акваторията на Индоокеанския сектор на Южния океан, между заливите Вествик на море Рисер-Ларсен на запад и Лютцов-Холм на море Космонавти на изток.
Полуостровът е открит на 21 февруари 1931 г. по време на разузнавателен полет извършен от ръководителят на норвежката антарктическа експедиция Ялмар Рисер-Ларсен и в чест на своя откривател е наименуван на неговото име.